# Tarcza rozrządowa
Tarcza rozrządowa – urządzenie sygnalizacyjne stosowane w ruchu kolejowym do informowania maszynisty w czasie manewrów (zwł. na górce rozrządowej), czy i z jaką prędkością powinien pchać skład. Rozróżnia się tarcze kształtowe i świetlne.
- Rt1 Nakazuje zatrzymanie taboru.

sygnały podawane na tarczach rozrządowych

- Rt2 Pchanie może się odbywać z prędkością do 3 km/h
- Rt3 Pchanie może się odbywać z prędkością do 5 km/h
- Rt4 Należy cofnąć tabor (poprzedzony sygnałem Rt1)
- Rt5 Podepchnąć tabor do górki z prędkością do 15 km/h